# 독일-조선민주주의인민공화국 관계

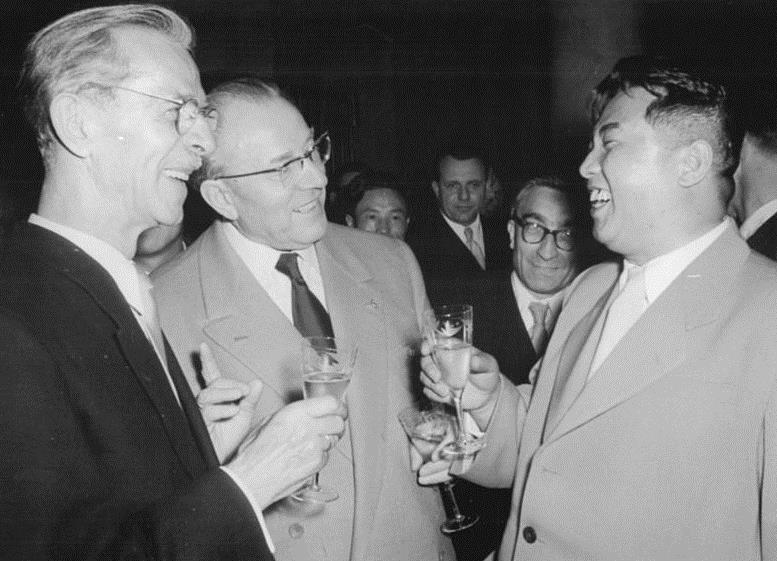
오토 그로테볼 총리와 김일성(1956년)

독일-조선민주주의인민공화국 관계(독일어: Deutsch-nordkoreanische Beziehungen)는 독일과 조선민주주의인민공화국에 관한 전반적인 관계를 의미한다.

## 상세

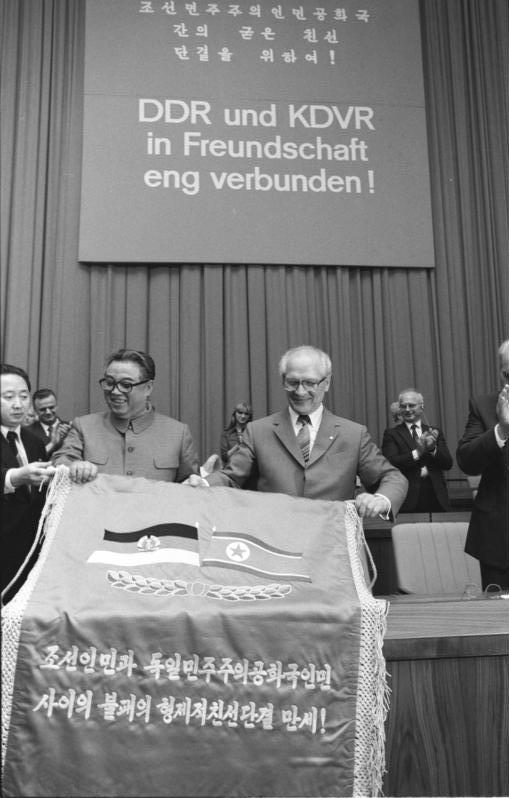
김일성과 호네커 (1984년)

### 동독
독일이 분리되어 있던 서독과 동독 시절, 조선민주주의인민공화국은 할슈타인 독트린으로 인해 동독과 단독 수교하였다. 6.25 전쟁 중 발생한 조선민주주의인민공화국의 전쟁 고아들을 동독으로 보내 위탁 교육을 받게 하였다. 20세기 냉전 시절, 공산주의 이념을 공유하는 두 나라는 매우 돈독하고 긴밀한 관계에 있었다. 동독과 관계는 처음에는 우호적이었으나, 시기에 따라 크고 작은 부침을 겪기도 하였다. 동독은 동독 함흥시 재건단 등 조선민주주의인민공화국의 전후 개발을 도왔으며, 무상 및 유상 원조를 제공했다. 또한 양국은 문화 및 인적 교류를 통해 서로 유학생을 파견하였다. 1956년에는 김일성이 베를린을 방문하여 오토 그로테볼 총리와 회담을 가졌으며, 1984년에는 김일성이 동독 베를린을 방문하여 에리히 호네커와 회담을 가졌다.

### 독일통일 이후
독일의 재통일 이후, 양국은 2001년 수교 후 지속적인 협력과 대화를 이어나갔다. 독일은 자국 내 조선민주주의인민공화국 대사관을 보유한 몇 안되는 서방 국가이며, 조선민주주의인민공화국에 대한 인도주의적 지원을 하는 나라이다. 2004년부터 2009년까지 괴테 문화원이 천리마 문화 회관에서 운영된 적도 있었다.

## 연혁
- 1954년 동독-조선민주주의인민공화국 수교
- 2001년 독일-조선민주주의인민공화국 수교

## 같이 보기
- 독일의 대외 관계
- 조선민주주의인민공화국의 대외 관계